# Zavoj
Zavoj (Bulgaars: Завой) is een dorp (село) in Bulgarije. Het is gelegen in de gemeente Toendzja, oblast  Jambol en telde op 31 december 2018 zo’n 1074 inwoners, een stijging vergeleken met 1028 inwoners in 2011. De meeste van hen zijn etnische Bulgaren (62%) of Roma (28%). Nagenoeg alle inwoners zijn christelijk.

## Ligging
Het dorp Zavoj ligt ongeveer 10 km ten noorden van de stad Yambol, aan de rivier de Toendzja. Ongeveer 3 km ten zuidwesten van het dorp is het ‘National Archaeological Reserve Kabile’. De A1 ligt ongeveer 400 meter ten zuiden van het dorp.